# Fintecna
FINTECNA S.p.A. è una società pubblica italiana con sede a Roma, interamente di proprietà di Cassa Depositi e Prestiti, ricompresa tra le amministrazioni pubbliche inserite nel conto economico consolidato dello Stato Italiano.            
Si occupa principalmente di finanziare e gestire le partecipazioni statali, società, enti pubblici, e l'eventuale liquidazione di questi ultimi.

## Storia
L'azienda nasce come società per azioni nel luglio del 1993 con la denominazione sociale Fintecna – Società per l'Impiantistica Industriale e l'Assetto del Territorio S.p.A. (modificata nel 1998 in Fintecna – Finanziaria per i Settori Industriale e dei Servizi S.p.A.) per gestire la ristrutturazione e liquidazione dell'Iritecna, azienda controllata dall'IRI e deputata alla gestione delle partecipazioni statali nel settore delle infrastrutture. L'obiettivo principale era quello di privatizzare diverse aziende partecipate dall'ex Iritecna (tra cui Italimpianti, Condotte d'Acqua e Italstrade)
Negli anni 2000 l'azienda viene incaricata di razionalizzare, ristrutturare e dismettere gli asset delle aziende controllate in liquidazione, smobilizzando realtà industriali composite come Finsider, Italsanità e Finmare.
Nel 2002 incorpora l'IRI e ne assume le partecipazioni, mentre il ministero dell'economia e delle finanze acquisisce la titolarità dell'intero capitale sociale. Nel 2011 modifica la denominazione sociale in Fintecna S.p.A. e nel 2012, in ottemperanza dell'art. 23-bis della Legge 7 agosto 2012, n. 135, il Ministero dell'economia e delle finanze trasferisce l'intera partecipazione detenuta in Fintecna S.p.A. a Cassa Depositi e Prestiti.
Nel 2009 con la legge 77/2009, recante interventi urgenti in favore delle popolazioni colpite dal terremoto dell'Aquila del 2009, Fintecna è stata incaricata di supportare tali popolazioni nella richiesta, stipula e gestione dei contratti di finanziamento per la ricostruzione. Le competenze inizialmente attribuite all'azienda sono state successivamente ampliate in particolare dall'ordinanza della Presidenza del Consiglio dei Ministri n° 3803 del 15 agosto 2009. In conformità al predetto quadro normativo, Fintecna ha prestato la propria attività a favore dei cittadini colpiti dal sisma in Abruzzo assicurando adeguata assistenza nella fase istruttoria delle domande di contributo, per la corretta interpretazione del quadro normativo e nell'accertamento dei requisiti necessari ai fini dell'erogazione delle risorse economiche. All'esito dell'attività prestata da Fintecna a partire dal 20 agosto 2009 fino al 30 aprile 2013, sono state protocollate circa 20.000 pratiche relative al comune di L'Aquila e circa 2.000 riferite agli altri 70 comuni che si sono avvalsi della collaborazione della Società. In considerazione del positivo espletamento del compito affidato, è stato assegnato a Fintecna, nel 2012, un altro mandato a seguito del terremoto che ha colpito l'Emilia-Romagna nel maggio di quell'anno, anche se di diverso contenuto.

## Principali partecipazioni

### In bonis
- Ligestra Due S.r.l. (liquidazione patrimonio enti disciolti, EFIM, Comitato per l'intervento nella SIR) - 100%
- Ligestra Quattro S.r.l. (liquidazione Cinecittà Luce S.p.A.) - 100%
- XXI Aprile S.r.l. - (gestione del piano di rientro del debito pregresso di Roma Capitale) - 100%

### In liquidazione
- Tirrenia di Navigazione in amministrazione straordinaria - 100%
- Alitalia Servizi in amministrazione straordinaria - 68,85%
- Cagliari 89 S.c.a.r.l. in liquidazione - 51%

Inoltre, Fintecna S.p.A. detiene una partecipazione di minoranza pari al 2,87% in CDP Equity S.p.A. (già Fondo Strategico Italiano S.p.A.).